# Lichterfelde West
 (janvier 2022).
La mise en forme du texte ne suit pas les recommandations de Wikipédia : il faut le « wikifier ».
Les points d'amélioration suivants sont les cas les plus fréquents. Le détail des points à revoir est peut-être précisé sur la page de discussion.
- Les titres sont pré-formatés par le logiciel. Ils ne sont ni en capitales, ni en gras.
- Le texte ne doit pas être écrit en capitales (les noms de famille non plus), ni en gras, ni en italique, ni en « petit »…
- Le gras n'est utilisé que pour surligner le titre de l'article dans l'introduction, une seule fois.
- L'italique est rarement utilisé : mots en langue étrangère, titres d'œuvres, noms de bateaux, etc.
- Les citations ne sont pas en italique mais en corps de texte normal. Elles sont entourées par des guillemets français : « et ».
- Les listes à puces sont à éviter, des paragraphes rédigés étant largement préférés. Les tableaux sont à réserver à la présentation de données structurées (résultats, etc.).
- Les appels de note de bas de page (petits chiffres en exposant, introduits par l'outil «  Source ») sont à placer entre la fin de phrase et le point final[comme ça].
- Les liens internes (vers d'autres articles de Wikipédia) sont à choisir avec parcimonie. Créez des liens vers des articles approfondissant le sujet. Les termes génériques sans rapport avec le sujet sont à éviter, ainsi que les répétitions de liens vers un même terme.
- Les liens externes sont à placer uniquement dans une section « Liens externes », à la fin de l'article. Ces liens sont à choisir avec parcimonie suivant les règles définies. Si un lien sert de source à l'article, son insertion dans le texte est à faire par les notes de bas de page.
- La présentation des références doit suivre les conventions bibliographiques. Il est recommandé d'utiliser les modèles {{Ouvrage}}, {{Chapitre}}, {{Article}}, {{Lien web}} et/ou {{Bibliographie}}. Le mode d'édition visuel peut mettre en forme automatiquement les références.
- Insérer une infobox (cadre d'informations à droite) n'est pas obligatoire pour parachever la mise en page.

Pour une aide détaillée, merci de consulter Aide:Wikification.
Si vous pensez que ces points ont été résolus, vous pouvez retirer ce bandeau et améliorer la mise en forme d'un autre article.

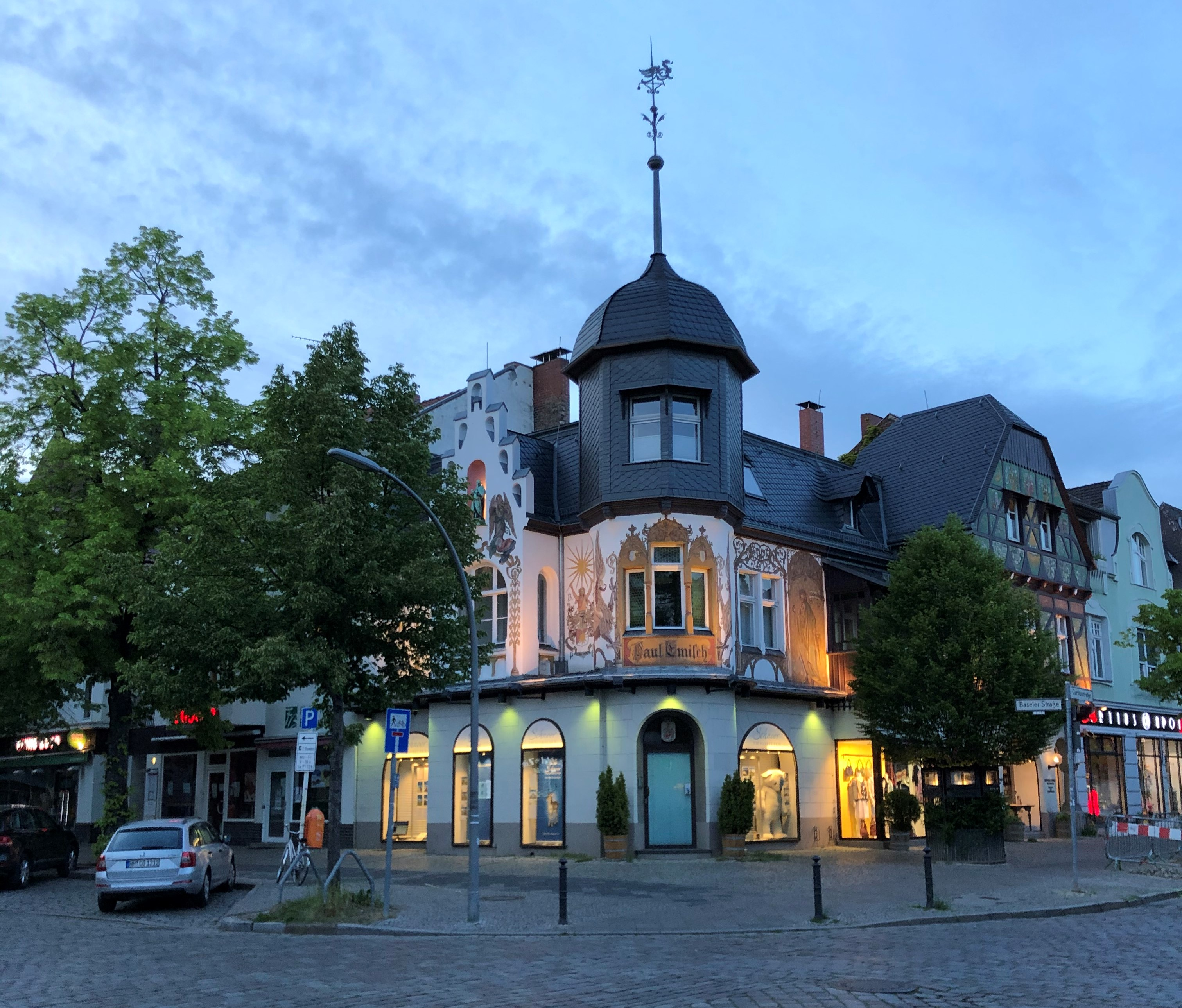
Centre de Lichterfelde Ouest

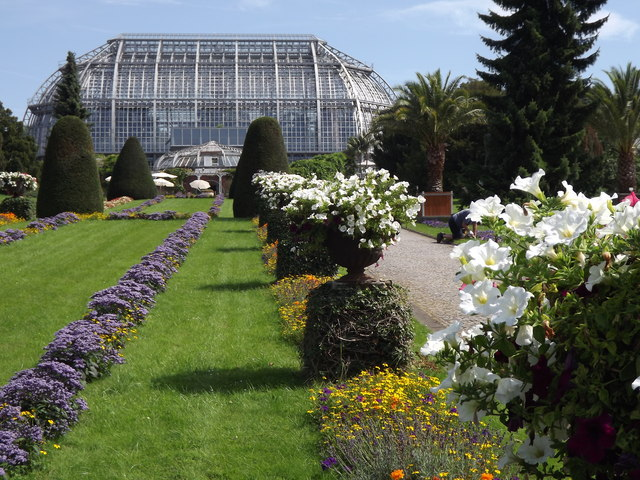
jardin botanique

Lichterfelde West est un quartier en Berlin, dans le arrondissement de Steglitz-Zehlendorf et représente la partie de Lichterfelde à l'ouest du canal de Teltow. Au nord et à l'ouest, Lichterfelde West borde Zehlendorf, Dahlem et Steglitz. Le quartier de Lichterfelde West compte parmi les quartiers les plus riches de la capitale allemande. Se caractérise par des grandes maisons, jardins et de petites avenues.
Depuis que le gouvernement fédéral a déménagé à Berlin, Lichterfelde West a enregistré le taux d'augmentation le plus élevé des prix de l'immobilier et des loyers dans l'ancien Berlin-Ouest. Depuis lors, les villas ont été utilisées par des diplomates en raison de leur bonne connexion avec le quartier gouvernemental de Berlin et à des fins de représentation.
A Lichterfelde West se trouvent les Jardins botaniques de Berlin, le parc du palais de Lichterfelde, et l' hôpital universitaire "Benjamin Franklin" de la Charité. L'ancien École principal prussien des cadets abrite également une propriété appartenant aux Archives fédérales, tandis que les anciennes casernes des gardes ont été transformées en un emplacement principal pour le Service fédéral de renseignement.

## Histoire
En 1866, le promoteur Johann Anton Wilhelm Carstenn avait acheté les terres de Lichterfelde et de Giesensdorf (dont on trouve mention à partir du XIIIe siècle) pour en faire une banlieue pavillonnaire de la capitale prussienne. Il procéda à l'allotissement de ces terrains, y ménagea des allées et des places. Pour lancer son opération et conférer un prestige princier au nouveau quartier, il fit même don en 1871 de 21 hectares à la couronne de Prusse pour la construction de la nouvelle École des cadets de l'armée.
Relativement épargné par les bombardements de la Seconde Guerre mondiale, ce quartier majoritairement résidentiel possède une colonie de villas (Villenkolonie) du XIXe siècle à proximité immédiate de la station de S-Bahn de Lichterfelde-Ouest. L'ingénieur Manfred von Ardenne y établit l'un des premiers laboratoires d'électronique en 1923. Plusieurs familles d'industriels illustres (tels les Siemens) et de militaires y possédaient ou possèdent toujours une résidence. Le compositeur Georg Schumann y habitait, sa maison est aujourd'hui un musée.
Lichterfelde West est l'un des plus anciens quartiers de villas de Berlin et se caractérise par la diversité architecturale des maisons et villas qui bordent les avenues pavées de styles wilhelmien, néo-roman et néogothique. On y trouve également des manoirs néo-Tudor conçus par Gustav Lilienthal et un petit centre d'affaires centré autour de la station de S-Bahn Lichterfelde West. Sous le Troisième Reich, le Club des Comtes du groupe de résistance Kreisauer Kreis, autour du comte Peter Yorck von Wartenburg se réunissait à Lichterfelde West qui se caractérisait par une forte proportion de la population qui était aristocratique. Ses membres comprenaient notamment le comte Berthold Schenk von Stauffenberg et son cousin le comte Helmuth James von Moltke, d'où le nom de Moltkestraße à Lichterfelde West.

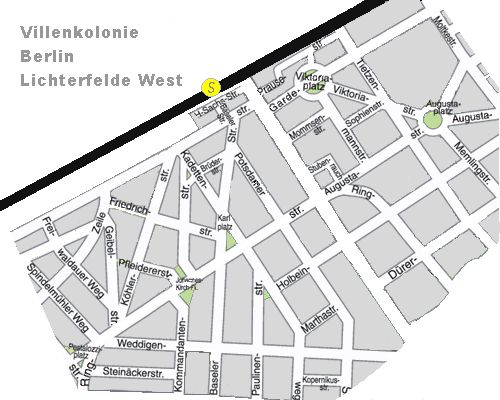
Plan du site de la colonie de villas à Lichterfelde West
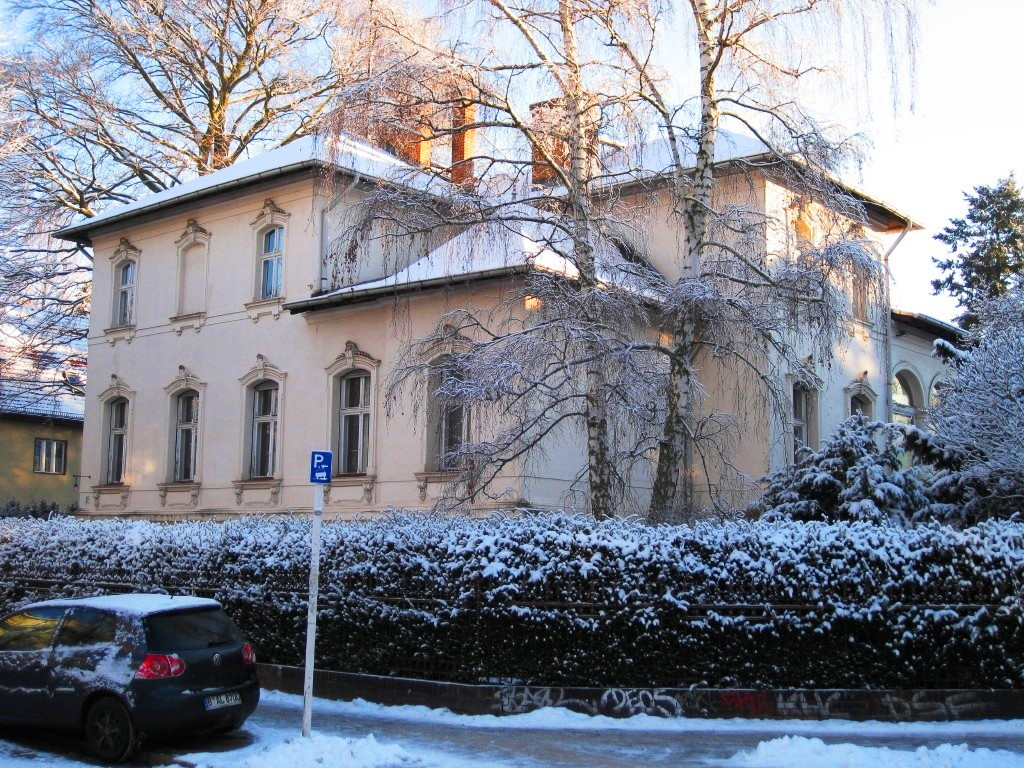
Villa sur Baseler Strasse
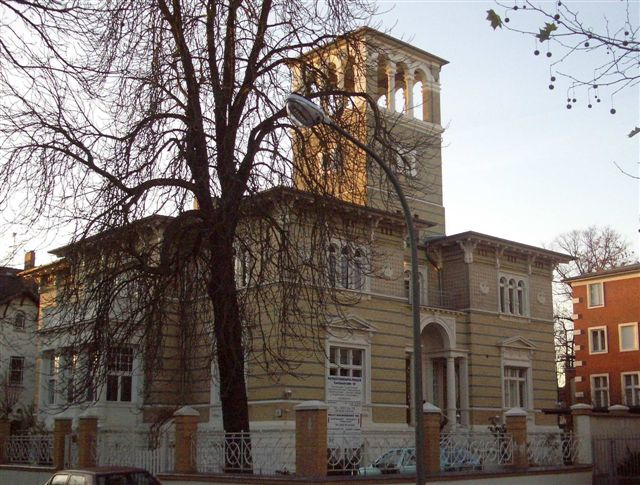
Villa Holzwarter sur la Curtiusstrasse
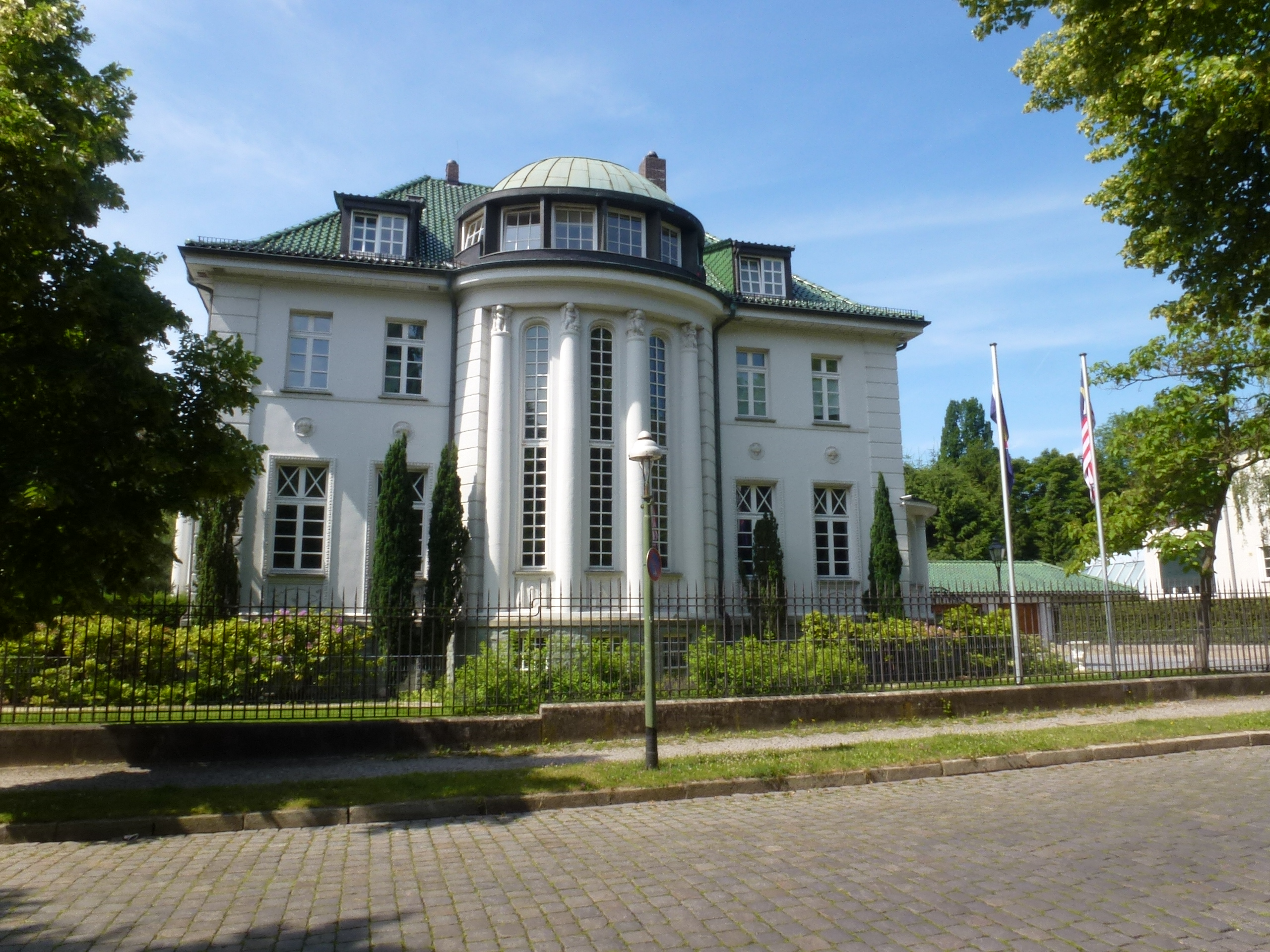
Villa sur la Willdenowstrasse
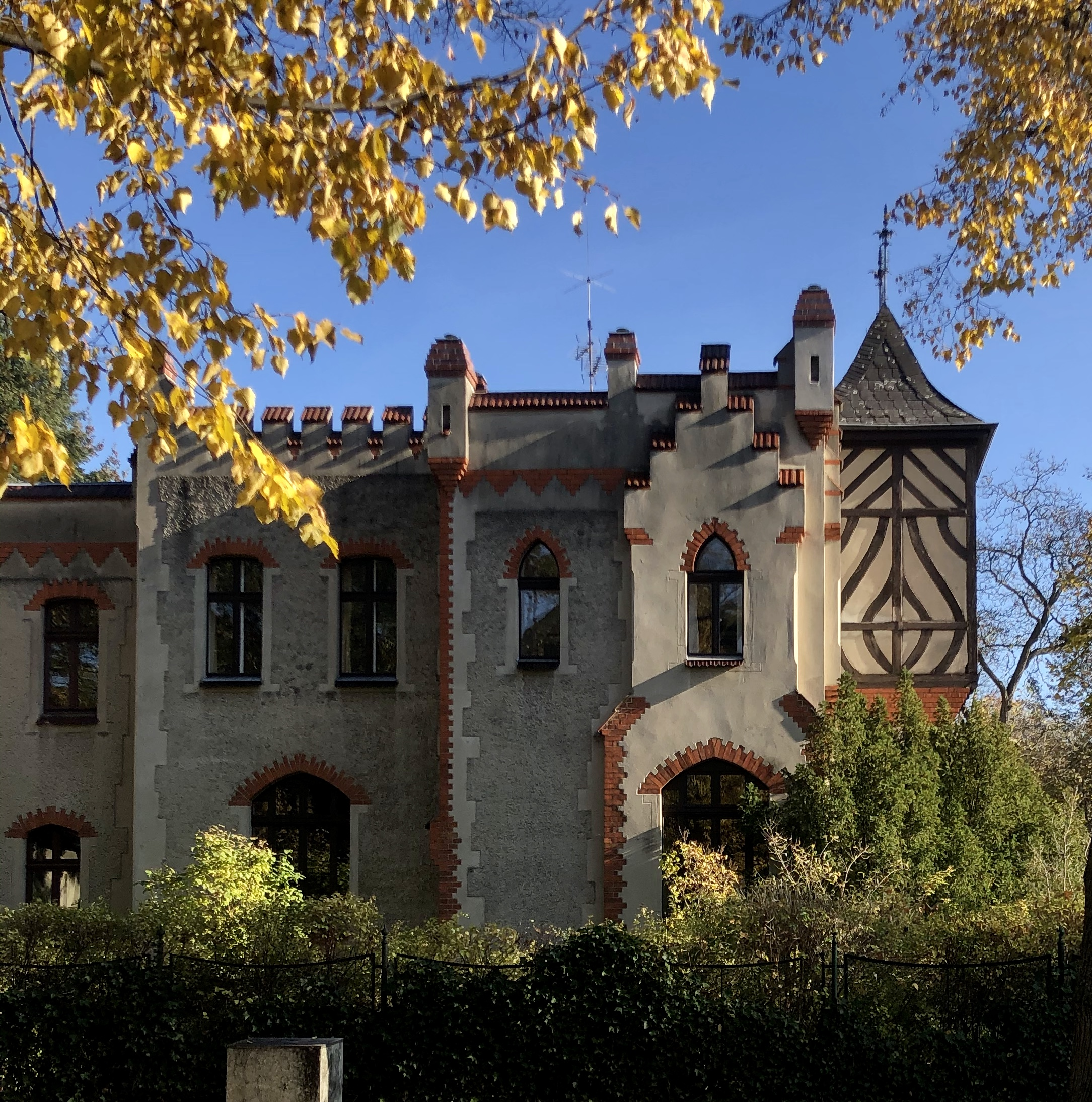
Villa sur la Paulinenstrasse
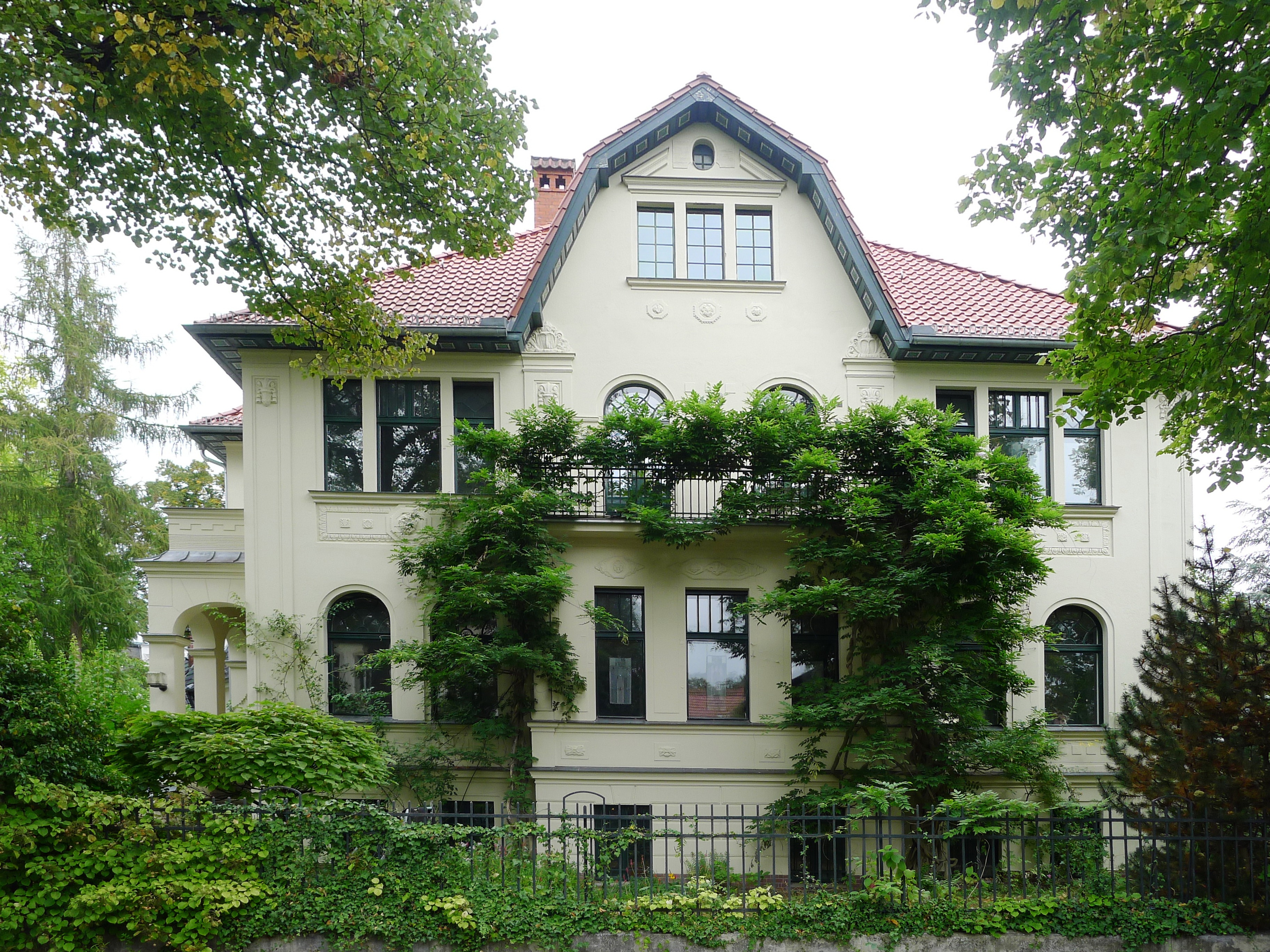
Villa sur la rue Commander
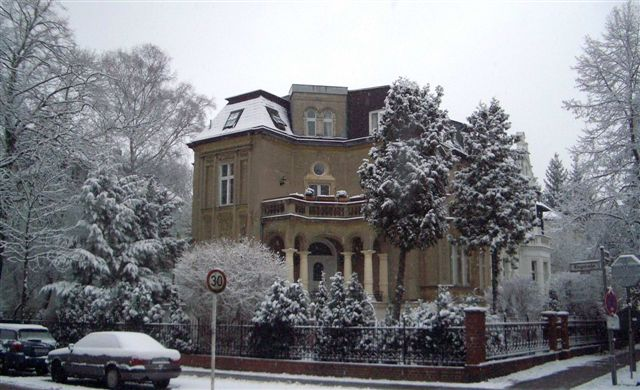
Villa de Chemin des cadets
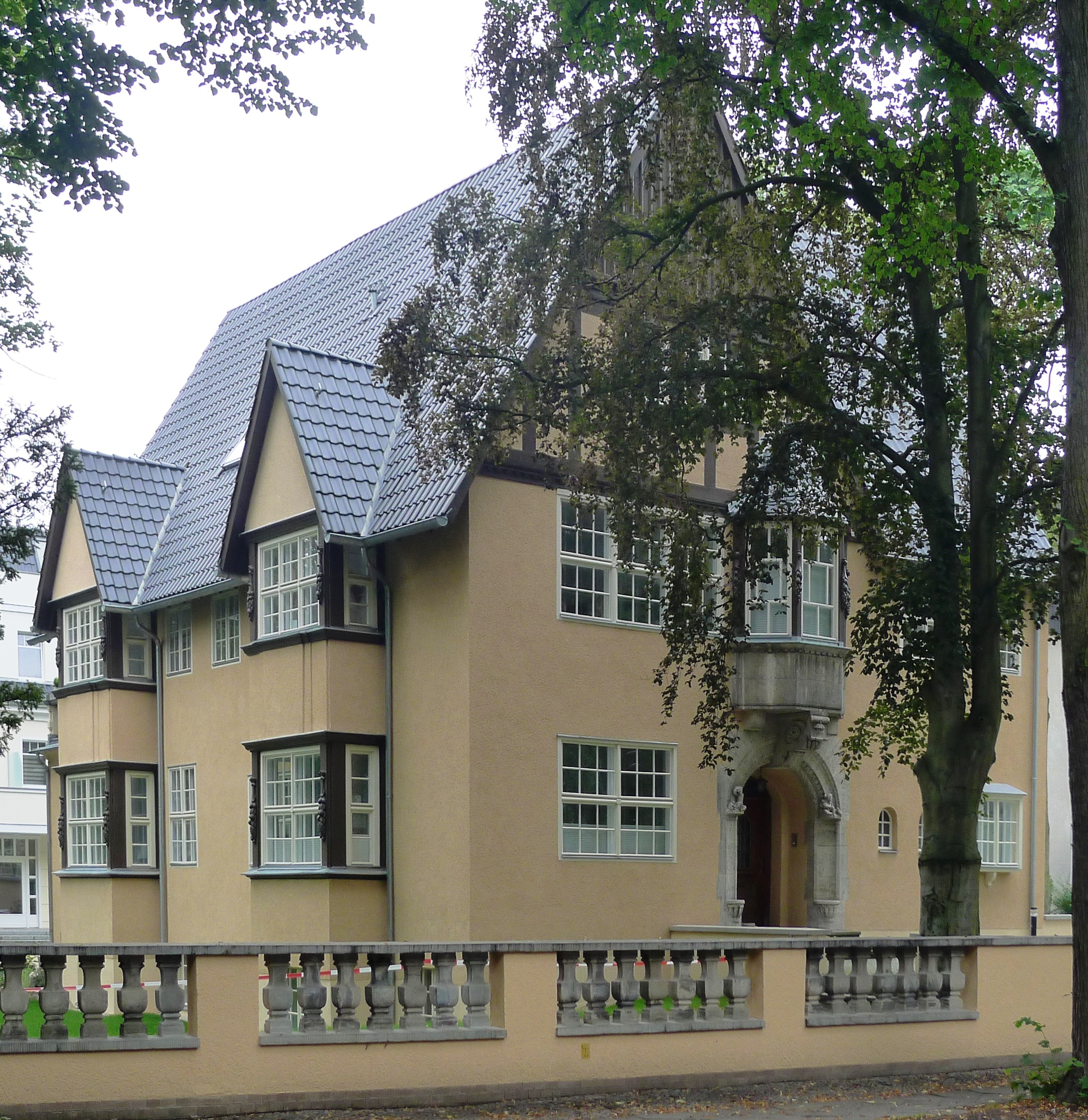
Villa sur la Ringstrasse